# الصالح اسماعیل، امیر دمشق
الصالح اسماعیل، امیر دمشق (عربی: الصالح إسماعيل)، امیر ایوبی دمشق از سال ۱۲۳۷ تا ۱۲۴۵ میلادی بود.